# Eugene Rousseau (saxofonista)
Eugene Rousseau (Blue Island, Illinois, Illinois, 23 de agosto de 1932 — 26 de agosto de 2024) foi um saxofonista clássico estadunidense, discipulo de Marcel Mule, maestro tão famoso. Ele tocava principalmente em saxofone alto e soprano.

## Discografia
Rousseau gravou com o Haydn Trio de Viena, o Budapest Strings e o Winds of Indiana.
- Saxophone Concertos, ilançado em 1971 pela Deutsche Grammophon, foi o primeiro disco contendo apenas concertos para saxofone com orquestra. Esta gravação foi relançada em CD em 1998.
- Saxophone Vocalise (Delos 3188) apresenta Rousseau com os Ventos de Indiana, Frederick Fennell, maestro, tocando música clássica de Bruch, Gershwin, Heiden, Massenet, Muczynski, Puccini et al.[3]
- Celebration (McGill) fapresenta Rousseau com o Quarteto de Saxofone Gerald Danovitch
- Eugene Rousseau with the Haydn Trio of Vienna (RICA-1003)
- The Music of Jindrich Feld ( RICA-1004) apresenta Rousseau tocando música deste compositor tcheco Jindrich Feld com a Orquestra Filarmônica de Janacek e o pianista Jaromir Klepac
- The Undowithoutable Instrument (RICA-1002) apresenta Rousseau tocando saxofone soprano com as cordas de Budapeste
- Saxophone Masterpieces (RICA-1001) apresenta Rousseau com o pianista Jaromir Klepac
- Mr. Mellow (Liscio) apresenta Rousseau com a ER Big Band
- Meditation From Thais (ALCD-7021) apresenta Rousseau tocando obras clássicas em vários tamanhos diferentes de saxofones

## Obras musicais escritas para Rousseau
Várias peças para saxofone clássico foram escritas para Rousseau, incluindo:
- Partita de Juan Orrego-Salas
- Sonata for alto saxophone and piano de Jindrich Feld
- Solo de Bernhard Heiden (1969)
- Fantasia Concertante para saxofone alto e sopros de Bernhard Heiden
- Hear Again in Memory de Frederick A. Fox
- Visitations para dois saxofones de Frederick A. Fox
- Skyscrapings for alto saxophone and piano de Don Freund
- Concerto after Gliere para saxofone alto e piano de David DeBoor Canfield (2007)
- Quintet for Alto Saxophone and String Quartet with Chimes Ad Libitum de David DeBoor Canfield (2016)
- Song Concerto para saxofones soprano e alto e orquestra de câmara de Libby Larsen
- Lamentations (pour la fin du monde) para saxofones soprano e alto e orquestra de câmara de  Claude Baker
- "Mélodie pour Eugene Rousseau" for alto saxophone and orchestra (strings and harp) de Marco Ciccone (2014)